# Casalot de Casagemes
El Casalot de Casagemes és una petita masia del terme municipal de Moià, a la comarca catalana del Moianès.
Està situat al sud-oest de la vila de Moià, al sud-sud-oest de la casa de Casagemes i al sud-est de la de Vilarjoan, en el vessant nord de la Serra de Santa Magdalena.